# Mladen Beg
Mladen Beg (1941. − 2004.), hrvatski književnik iz Venezuele. Objavio je objavio devetnaest zbiraka poezije.